# Тетраэтилмеркаптосилан
Тетраэтилмеркаптосилан — химическое соединение,
тиоэфир этилмеркаптана и ортокремнёвой кислоты
с формулой Si(SC2H5)4,
бесцветная жидкость.

## Получение
- Реакция хлорида кремния(IV) и этантиолята свинца:

{\displaystyle {\mathsf {SiCl_{4}+2Pb(SC_{2}H_{5})_{2}\ {\xrightarrow {}}\ Si(SC_{2}H_{5})_{4}+2PbCl_{2}}}}

## Физические свойства
Тетраэтилмеркаптосилан образует бесцветную жидкость.